# Landschaftsschutzgebiet Brandenburger Osthavelniederung

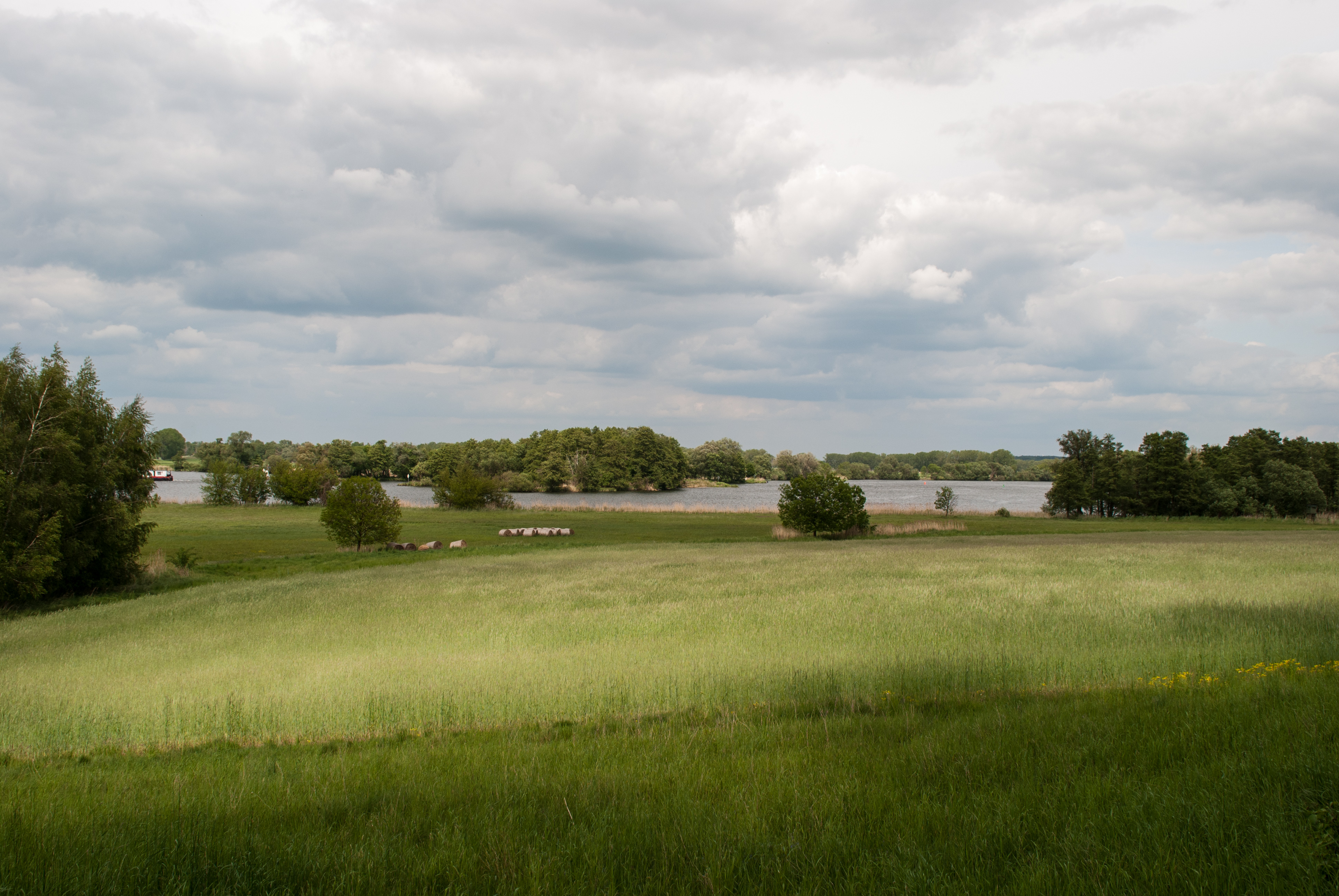
Blick vom Golmberg nördlich des Götzer Berges auf die Havel

Das LSG Brandenburger Osthavelniederung ist ein 9381 Hektar großes Landschaftsschutzgebiet im Westen von Brandenburg, das den Nordteil der Gemeinde Groß Kreutz (Havel) und im Osten Teilflächen des Ortsteils Derwitz der Stadt Werder (Havel) (beides Landkreis Potsdam-Mittelmark) und im Westen Teilflächen der kreisfreien Stadt Brandenburg an der Havel einschließt.
Es grenzt im Osten an das Landschaftsschutzgebiet Potsdamer Havelseengebiet und Potsdamer Wald- und Havelseengebiet, im Nordosten an das Landschaftsschutzgebiet Ketziner Bruchlandschaft sowie im Norden an das Landschaftsschutzgebiet Westhavelland (nur 2,5 km direkte Grenze, ansonsten mit ungeschütztem Zwischenstreifen), das in großen Teilen mit dem Naturpark Westhavelland identisch ist (siehe Karte der Schutzgebiete).
Das LSG liegt vollständig im Naturraum 812 Brandenburg-Potsdamer Havelgebiet. Im Norden reicht es nicht an die Nauener Platte heran, während im Süden der Rand des Lehniner Landes fast erreicht ist.
Die Ausweisung als Landschaftsschutzgebiet erfolgte durch die „Verordnung über das Landschaftsschutzgebiet Brandenburger Osthavelniederung“ vom 21. Juli 1998.

## Geographie

### Gewässer
- Havel
- Emster Kanal
- Götzer See
- Jeseriger See

### Relief
Das LSG ist in großen Teilen eine sehr flache Schwemmlandebene (29,5 bis 31 m über NHN), die wesentlich durch die Überschwemmungen in Folge des Havelstaus in Brandenburg an der Havel seit dem 13. Jahrhundert geformt wurde. Einzelne niedrige Grundmoränenplatten, besonders im Ostteil, sowie darauf aufgesetzte Stauchendmoränen (Götzer Berg 108 m, Eichelberg bei Deetz 89 m) erheben sich aus der Niederung.

### Landnutzung
Die Fläche des LSG (die Siedlungsflächen gehören nicht dazu) unterliegt der Nutzung als weitgehend meliorierte Acker- und Grünlandflächen. Da der Wasserspiegel der Havel in der Regel höher liegt, ist das umliegende Land durch Dämme geschützt und die Entwässerung erfolgt über Schöpfwerke. Auf den Grundmoränen im Ostteil sind Obstplantagen verbreitet. Kiefernwald ist im Wesentlichen nur auf den Endmoränenerhebungen anzutreffen.